# Hypocrita aletta
Hypocrita aletta är en fjärilsart som beskrevs av Stoll 1782. Hypocrita aletta ingår i släktet Hypocrita och familjen björnspinnare. Inga underarter finns listade i Catalogue of Life.

## Bildgalleri

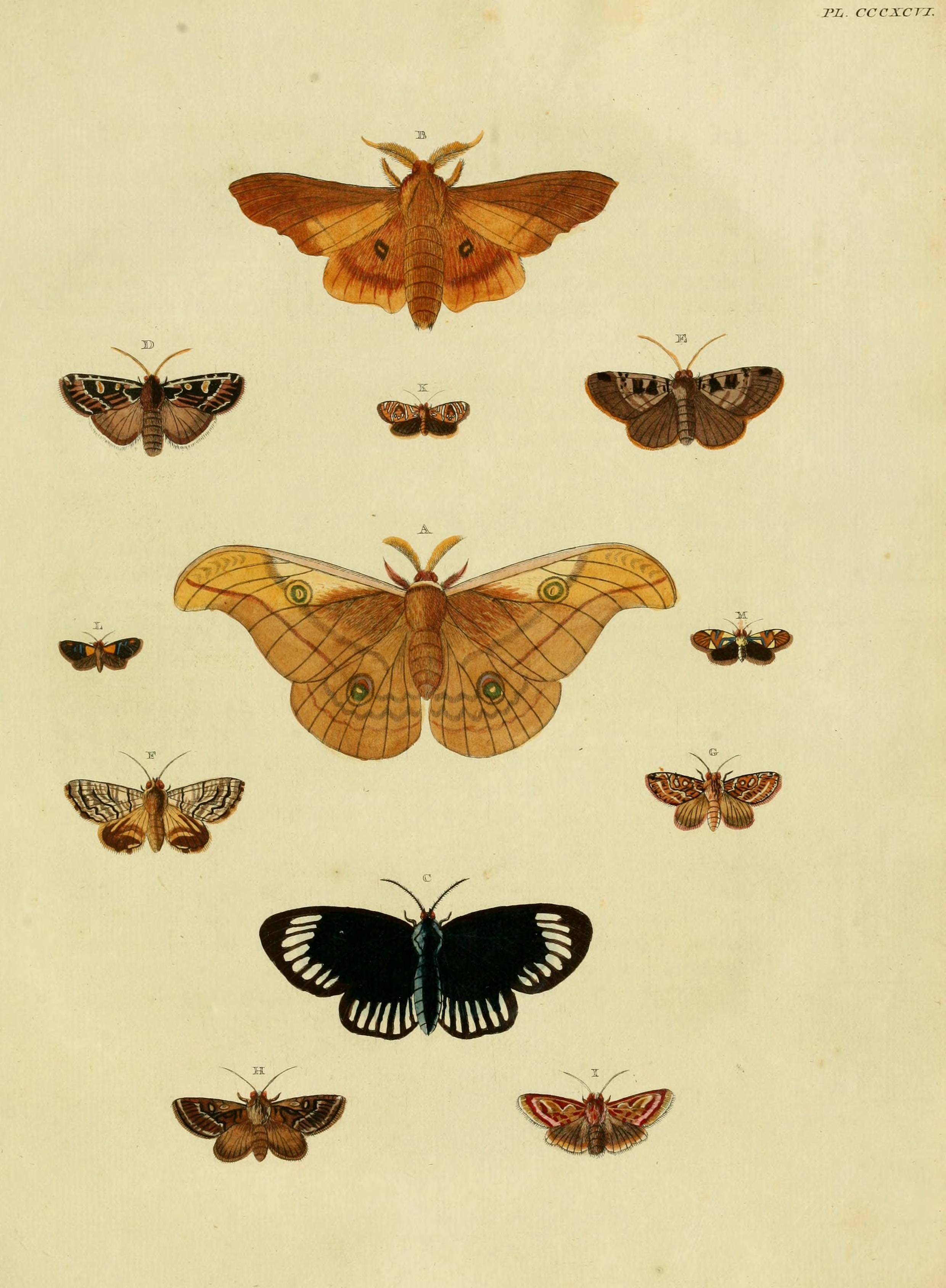